# Terzo (アルバム)
『terzo』（テルツォ）は、Juice=Juiceの3枚目のオリジナルアルバム。2022年4月20日にアップフロントワークス（hachamaレーベル）から発売。

## 概要
- 前作「Juice=Juice#2 -¡Una más!-」より3年ぶりであり[1]、工藤由愛・松永里愛・井上玲音・有澤一華・入江里咲・江端妃咲加入後初となるオリジナルアルバム。また、稲場愛香にとっては本作が最後の参加アルバムである。
- 9人体制でのアルバムだが、アルバム用に用意された新曲以外の既発曲には宮崎由加・金澤朋子・高木紗友希・宮本佳林・梁川奈々美在籍時の曲も含まれている。
- 2022年3月3日に公式Twitterにてリリースが発表された[9]。

発売形態
- 初回生産限定盤A・B・通常盤の3形態でリリース。
- 初回生産限定盤の特典として、11thシングル「微炭酸/ポツリと/Good bye & Good luck!」〜15thシングル「プラスティック・ラブ/Familia/Future Smile」ミュージック・ビデオ、SPOT集（A。Bは別バージョン）、ジャケット撮影メイキングが収録されたBlu-ray Disc、及び8Pフォトブックレット+デジパック仕様・トールケースサイズが付属。

## チャート成績
- 初週19,108枚を売り上げ、5/2付オリコン週間アルバムランキングで初登場1位を獲得、また自己最高初週売上を更新[1]。また、同日付でのオリコン週間合算アルバムランキングでも初登場1位を獲得[3]。
- 同グループのオリコン週間アルバムランキング・週間合算アルバムランキング初登場1位はどちらも自身初である[1][3]。
- ハロー!プロジェクト（以下ハロプロ）所属グループのオリコン週間アルバムランキング1位はモーニング娘。'19のベスト・アルバム『ベスト! モーニング娘。20th Anniversary』（2019年発売）以来3年ぶり、ハロプロのオリジナルアルバム1位はモーニング娘。『No.5』（2003年発売）以来19年ぶり、モーニング娘。以外のハロプログループのアルバム1位はプッチモニ『ぜんぶ! プッチモニ』（2002年発売）以来20年ぶり、派生ユニットを除くと1位はハロプロ史上初である。
- また、4/27付での『Billboard Japan Hot Albums』でも首位を獲得[5]。同チャートでの首位獲得もまたハロプロ史上初である。

## 収録曲

### Disc.1 The Best Juice 2019-2022
1. 微炭酸 (4:35)
  - 作詞: 山崎あおい、作曲・編曲: KOUGA
  - 11thシングル
  - 歌：宮崎由加・金澤朋子・高木紗友希・宮本佳林・植村あかり・梁川奈々美・段原瑠々・稲場愛香
2. ポツリと  (4:21)
  - 作詞・作曲: 中島卓偉、編曲: 浜田ピエール裕介
  - 11thシングル
  - 歌：宮崎由加・金澤朋子・高木紗友希・宮本佳林・植村あかり・梁川奈々美・段原瑠々・稲場愛香
3. Good bye & Good luck! (4:50)
  - 作詞: 三浦徳子、作曲: KOUGA、編曲: 炭竃智弘
  - 11thシングル
  - 歌：宮崎由加・金澤朋子・高木紗友希・宮本佳林・植村あかり・梁川奈々美・段原瑠々・稲場愛香
4. 「ひとりで生きられそう」って それってねえ、褒めているの? (3:32)
  - 作詞・作曲: 山崎あおい、編曲: 鈴木俊介
  - 12thシングル
  - 歌：宮崎由加・金澤朋子・高木紗友希・宮本佳林・植村あかり・段原瑠々・稲場愛香
5. 25歳永遠説 (4:18)
  - 作詞: 児玉雨子、作曲・編曲: KOUGA
  - 12thシングル
  - 歌：宮崎由加・金澤朋子・高木紗友希・宮本佳林・植村あかり・段原瑠々・稲場愛香
6. 「ひとりで生きられそう」って それってねえ、褒めているの?(New Vocal Ver.) (3:32)
  - 作詞・作曲: 山崎あおい、編曲: 鈴木俊介
  - 12thシングルの通常盤Cに収録された楽曲
  - 歌：金澤朋子・高木紗友希・宮本佳林・植村あかり・段原瑠々・稲場愛香・工藤由愛・松永里愛
7. ポップミュージック (5:18)
  - 作詞・作曲: KAN、編曲: 炭竃智弘
  - 13thシングル
  - 歌：金澤朋子・高木紗友希・宮本佳林・植村あかり・段原瑠々・稲場愛香・工藤由愛・松永里愛
8. 好きって言ってよ (4:16)
  - 作詞・作曲: 山崎あおい、編曲: 鈴木俊介
  - 13thシングル
  - 歌：金澤朋子・高木紗友希・宮本佳林・植村あかり・段原瑠々・稲場愛香・工藤由愛・松永里愛
9. Borderline (4:10)
  - 作詞・作曲: 星部ショウ、編曲: 平田祥一郎
  - 13thシングルの通常盤Aに収録されたAdditional Track
  - 歌：金澤朋子・高木紗友希・宮本佳林・植村あかり・段原瑠々・稲場愛香・工藤由愛・松永里愛
10. Va-Va-Voom (3:32)
  - 作詞: 児玉雨子、作曲: Shusui/Josef Melin、編曲: Josef Melin
  - 13thシングルの通常盤Bに収録されたAdditional Track
  - 歌：金澤朋子・高木紗友希・宮本佳林・植村あかり・段原瑠々・稲場愛香・工藤由愛・松永里愛
11. 続いていくSTORY (Symphonic Version feat. Karin) (5:17)
  - 作詞・作曲: 近藤薫、編曲: 上杉洋史
  - 13thシングルの全盤共通カップリング楽曲
  - 歌：金澤朋子・高木紗友希・宮本佳林・植村あかり・段原瑠々・稲場愛香・工藤由愛・松永里愛
12. DOWN TOWN (4:21)
  - 作詞: 伊藤銀次、作曲: 山下達郎、編曲: Anders Dannvik
  - 14thシングル
  - 歌：金澤朋子・植村あかり・稲場愛香・井上玲音・段原瑠々・工藤由愛・松永里愛
13. がんばれないよ (4:48)
  - 作詞: 山崎あおい、作曲・編曲: KOUGA
  - 14thシングル
  - 歌：金澤朋子・植村あかり・稲場愛香・井上玲音・段原瑠々・工藤由愛・松永里愛
14. プラスティック・ラブ (4:37)
  - 作詞・作曲: 竹内まりや、編曲: Anders Dannvik
  - 15thシングル
  - 歌：金澤朋子・植村あかり・稲場愛香・井上玲音・段原瑠々・工藤由愛・松永里愛・有澤一華・入江里咲・江端妃咲
15. Familia (3:42)
  - 作詞: イイジマケン、作曲:     Shusui / Shim Zeyun / tsubomi、編曲: 鈴木俊介
  - 15thシングル
  - 歌：金澤朋子・植村あかり・稲場愛香・井上玲音・段原瑠々・工藤由愛・松永里愛・有澤一華・入江里咲・江端妃咲
16. Future Smile (3:12)
  - 作詞: 大森祥子、作曲:     Shusui / Josef Melin、編曲: Josef Melin
  - 15thシングル
  - 歌：金澤朋子・植村あかり・稲場愛香・井上玲音・段原瑠々・工藤由愛・松永里愛・有澤一華・入江里咲・江端妃咲

### Disc.2 The Brand-New Juice 2022
1. GIRLS BE AMBITIOUS! 2022 (3:59)
  - 作詞・作曲: 中島卓偉、編曲: 中島卓偉 / 宮永治郎
  - 2015年発売の1stアルバム『First Squeeze!』収録楽曲のニュー・バージョン。発売時の体制で新録。
  - 歌：植村あかり・稲場愛香・段原瑠々・井上玲音・工藤由愛・松永里愛・有澤一華・入江里咲・江端妃咲
2. POPPIN' LOVE (3:52)
  - 作詞: 山崎あおい、作曲: Erik Lidbom / Julie Yu / Andreas Carlsson、編曲: Erik Lidbom
  - 新曲。
  - 歌：植村あかり・稲場愛香・段原瑠々・井上玲音・工藤由愛・松永里愛・有澤一華・入江里咲・江端妃咲
3. STAGE〜アガってみな〜 (4:01)
  - 作詞・作曲: 徳田光希、編曲: 平田祥一郎
  - 新曲。
  - 歌：植村あかり・稲場愛香・段原瑠々・井上玲音・工藤由愛・松永里愛・有澤一華・入江里咲・江端妃咲
4. Mon Amour (5:03)
  - 作詞: オオヤギヒロオ / 井筒日美、作曲: オオヤギヒロオ、編曲: 浜田ピエール裕介
  - 新曲。
  - 歌：植村あかり・稲場愛香・段原瑠々・井上玲音
5. ノクチルカ (4:09)
  - 作詞: 唐沢美帆、作曲・編曲: 松井寛
  - 新曲。
  - 歌：植村あかり・稲場愛香・段原瑠々・井上玲音・工藤由愛・松永里愛・有澤一華・入江里咲・江端妃咲
6. G.O.A.T. (4:59)
  - 作詞: 井筒日美、作曲: Shusui / Andreas Ohrm / Henrik Smith、編曲: Henrik Smith
  - 新曲。
  - 歌：植村あかり・稲場愛香・段原瑠々・井上玲音・工藤由愛・松永里愛・有澤一華・入江里咲・江端妃咲
7. 雨の中の口笛 (3:32)
  - 作詞・作曲: Shusui / Zeyun / tsubomi、編曲: Zeyun
  - 新曲。
  - 歌：工藤由愛・松永里愛・有澤一華・入江里咲・江端妃咲
8. プラトニック・プラネット(Ultimate Juice Ver.) (4:06)
  - 作詞: 児玉雨子、作曲・編曲: 炭竃智弘
  - 2019年12月開催のコンサート「Juice=Juice Concert 2019 ～octopic!～」よりライブ用として先行披露されていた楽曲[10]。音源化にあたり、初披露時の体制にその後加入した4名の歌唱を加えたバージョン。
  - 歌：金澤朋子・高木紗友希・宮本佳林・植村あかり・段原瑠々・稲場愛香・工藤由愛・松永里愛・井上玲音・有澤一華・入江里咲・江端妃咲

### 初回生産限定盤A Blu-ray
1. 微炭酸(Music Video)
2. ポツリと(Music Video)
3. Good bye & Good luck!(Music Video)
4. 「ひとりで生きられそう」って それってねえ、褒めているの?(Music Video)
5. 25歳永遠説(Music Video)
6. ポップミュージック(Music Video)
7. 好きって言ってよ(Music Video)
8. DOWN TOWN(Music Video)
9. がんばれないよ(Music Video)
10. プラスティック・ラブ(Music Video)
11. Familia(Music Video)
12. Future Smile(Music Video)
13. 微炭酸(SPOT CM)
14. ポツリと(SPOT CM)
15. Good bye & Good luck!(SPOT CM)
16. 「ひとりで生きられそう」って それってねえ、褒めているの?(SPOT CM)
17. 25歳永遠説(SPOT CM)
18. ポップミュージック(SPOT CM)
19. 好きって言ってよ(SPOT CM)
20. DOWN TOWN(SPOT CM)
21. がんばれないよ(SPOT CM)
22. プラスティック・ラブ(SPOT CM)
23. Familia(SPOT CM)
24. Future Smile(SPOT CM)
25. ジャケット撮影メイキング

### 初回生産限定盤B Blu-ray
1. 微炭酸(Dance Shot Ver.)
2. 微炭酸(Close-up Ver.)
3. ポツリと(Dance Shot Ver.)
4. ポツリと(Close-up Ver.)
5. Good bye & Good luck!(Close-up Ver.)
6. Good bye & Good luck!(Another Edit.)
7. 「ひとりで生きられそう」って それってねえ、褒めているの?(Dance Shot Ver.)
8. 「ひとりで生きられそう」って それってねえ、褒めているの?(Close-up Ver.)
9. 「ひとりで生きられそう」って それってねえ、褒めているの? (Lyric Video)
10. 25歳永遠説(Dance Shot Ver.)
11. 25歳永遠説(Close-up Ver.)
12. ポップミュージック(Dance Shot Ver.)
13. ポップミュージック(Close-up Ver.)
14. 好きって言ってよ(Dance Shot Ver.)
15. 好きって言ってよ(Close-up Ver.)
16. DOWN TOWN(Dance Shot Ver.)
17. DOWN TOWN (Another Dance Shot Ver.)
18. がんばれないよ(Dance Shot Ver.)
19. がんばれないよ(Close-up Ver.)
20. がんばれないよ (Juice=Juice Solo mix Ver.)
21. プラスティック・ラブ(Dance Shot Ver.)
22. プラスティック・ラブ(Close-up Ver.)
23. Familia(Dance Shot Ver.)
24. Familia(Close-up Ver.)
25. Future Smile(Dance Shot Ver.)
26. Future Smile(Close-up Ver.)

## タイアップ
- Familia - NIB長崎国際テレビ「AIR」5月度オープニング曲[11]
- STAGE～アガってみな～ - bayfm POWER PLAY[12]
- プラトニック・プラネット(Ultimate Juice Ver.) - FM FUJI パワープレイ「SOUND FOREST」[13]

## 参加メンバー
- 宮崎由加、金澤朋子、高木紗友希、宮本佳林、植村あかり
- 梁川奈々美、段原瑠々
- 稲場愛香
- 工藤由愛、松永里愛
- 井上玲音
- 有澤一華、入江里咲、江端妃咲